# Тарасов, Сергей Сергеевич (режиссёр)
Серге́й Серге́евич Тара́сов (род. 11 декабря 1933, Новосибирск, РСФСР, СССР) — советский и российский кинорежиссёр и сценарист. Заслуженный деятель искусств РСФСР (1992). Член Союза кинематографистов с 1963 года и Союза журналистов с 1962 года. Как актёр снимался исключительно в эпизодических ролях в собственных фильмах.

## Обучение
- В 1951—1954 годах — учился в Военно-воздушной академии имени Н. Жуковского.
- 1958 год — окончил экономический факультет ВГИКа.
- 1964 год — окончил сценарный факультет ВГИКа.
- 1969 год — окончил ВКСР.

## Биография
Родился 11 декабря 1933 года в Новосибирске. После школы поступил в Военно-воздушную академию имени Н. Жуковского, где учился несколько лет, затем — на экономический факультет ВГИКа. С 1958 года — ответственный секретарь секции кино Международного Союза студентов, до 1960 года — старший инспектор Минкульта СССР, заместитель директора студии «Диафильм», до 1963 года — заместитель заведующего отделом кинопоказа Центрального Телевидения, с 1963 года — член сценарно-редакционной коллегии Комитета по кинематографии при Совмине СССР, главный редактор ТО «Юность» (киностудия «Мосфильм»). Затем поступил на заочное отделение сценарного факультета (мастерская Алексея Габриловича) и окончил его в 1964 году. Дебютировал в 1963 году с короткометражным фильмом «Упрямая девчонка». Впоследствии написал сценарий для фильма Станислава Говорухина «Вертикаль», на съёмках которого познакомился с Владимиром Высоцким, написал сценарии для ещё нескольких картин.
В 1969 году снял свой первый фильм – 18-минутную короткометражку «Белые дюны» на Рижской киностудии. С 1971 года — режиссёр-постановщик киностудии «Мосфильм». Свой первый полнометражный фильм — «Петерс» — снял в 1972 году. Как режиссёру известность Сергею Тарасову принесли экранизации рыцарских романов Роберта Льюиса Стивенсона и Вальтера Скотта, а также фильм «Стрелы Робин Гуда», снятый по мотивам старинных английских легенд.
Идею экранизации баллад о Робин Гуде Тарасов вынашивал давно, но толчком к началу съёмок послужил разговор с Владимиром Высоцким и Борисом Хмельницким в гостинице «Рига», когда режиссёр рассказал им свой замысел. Но когда приступили к съёмкам «Робин Гуда», сниматься Высоцкий там не смог, потому что собирался во Францию. Тарасов попросил его написать баллады для фильма на общечеловеческие темы — о любви, о ненависти, о времени. Но при сдаче готовой картины в «Госкино» руководство потребовало от режиссёра вырезать из фильма все шесть баллад Владимира Высоцкого. Раймонд Паулс быстро написал другую музыку к фильму.
Когда Высоцкий умер, Сергею Тарасову разрешили использовать эти же баллады в каком-нибудь другом фильме. Так появилась следующая картина режиссёра — «Баллада о доблестном рыцаре Айвенго» (1982). Лишь в начале 1990-х годов произведения Высоцкого вновь были возвращены в фильм «Стрелы Робин Гуда».

## Фильмография

### Режиссёрские работы
- 1969 — Белые дюны
- 1972 — Петерс
- 1974 — Морские ворота
- 1975 — Стрелы Робин Гуда
- 1977 — Встреча на далеком меридиане
- 1979 — Антарктическая повесть
- 1981 — Чёрный треугольник
- 1982 — Баллада о доблестном рыцаре Айвенго
- 1985 — Чёрная стрела
- 1986 — Перехват
- 1988 — Приключения Квентина Дорварда, стрелка королевской гвардии
- 1990 — Рыцарский замок
- 1992 — Цена сокровищ
- 1998 — Князь Юрий Долгорукий
- 2003 — Фейерверк
- 2007 — Ностальгия по будущему
- 2009 — За белым облаком

### Сценарные работы
- 1963 — Упрямая девчонка (короткометражный)
- 1966 — Вертикаль
- 1968 — День ангела
- 1969 — Белые дюны
- 1972 — Последний форт
- 1975 — Стрелы Робин Гуда
- 1975 — На ясный огонь
- 1985 — Чёрная стрела
- 1988 — Приключения Квентина Дорварда, стрелка королевской гвардии
- 1990 — Рыцарский замок
- 1992 — Ричард Львиное Сердце
- 1992 — Цена сокровищ
- 2007 — Потапов, к доске!
- 2014 — И я там был

### Актёрские работы
- 1979 — Возьми меня с собой — дьяк
- 1982 — Баллада о доблестном рыцаре Айвенго — лесной разбойник (нет в титрах)
- 1985 — Чёрная стрела — Ник Эппльярд, лучник
- 1988 — Приключения Квентина Дорварда, стрелка королевской гвардии — епископ Льежский
- 1990 — Рыцарский замок — Манфред Вольф, ливонский рыцарь
- 1992 — Цена сокровищ — Курт

## Книги
- 2018 — «ОСКОЛКИ. Краткие заметки о жизни и кино»

## Премии на кинофестивалях
- Вторая премия за лучшую мужскую роль (Г. Яковлев) на VI Всесоюзном кинофестивале в Алма-Ате за фильм «Петерс»  (1973).
- Главная премия Гостелерадио СССР на VI Всесоюзном фестивале телефильмов «Человек и море» за фильм «Морские ворота» (1974).
- За фильм «Стрелы Робин Гуда»:
  - Премия за лучший фильм и лучшую мужскую роль (Б. Хмельницкий) на XXVIII Международном кинофестивале трудящихся в Чехословакии (1977).
  - Правительством Латвии фильм объявлен национальным достоянием страны (2014).
  - Почетная грамота российской федерации стрельбы из лука (2018).
- Премия зрительского жюри на Международном детском кинофестивале «Артек» за фильм «Приключения Квентина Дорварда, стрелка королевской гвардии» (1994).
- Приз за лучший сценарий на III Международном кинофестивале «Золотой витязь» за сценарий фильма «И я там был» (1994).
- За фильм «Князь Юрий Долгорукий»:
  - Премия за лучшую мужскую роль (Б. Химичев) на VIII Международном кинофестивале «Золотой витязь» (1999).
  - Премия за актерский дебют на Кинофестивале «Созвездие» (1999).
- За фильм «Фейерверк»:
  - Премия президента на XX Международном кинофестивале детских и юношеских фильмов (2003).
  - Приз зрительского жюри на Кинофестивале детского кино «Орленок» (2004).
- За фильм «Ностальгия по будущему»:
  - Диплом сенаторского клуба Федеративного собрания РФ за вклад в развитие российского кинематографа (2008).
  - Приз зрительских симпатий на III Международном кинофестивале семейных и детских фильмов «Верное сердце» (2008).
  - Приз зрительских симпатий на XXXIX Индийском международном кинофестивале в Гоа (2008).
- Золотой диплом Х Международного славянского литературного форума «Золотой витязь» за книгу «Осколки. Краткие заметки о жизни и кино» (2019).